# Ardmore (ort i Irland, Munster)
Ardmore (iriska: Aird Mhór) är en ort i republiken Irland. Den ligger i grevskapet Waterford och provinsen Munster, i den södra delen av landet. Ardmore ligger 25 meter över havet och antalet invånare är 435.
Terrängen runt Ardmore är lite kuperad. Havet är nära Ardmore åt sydost. Närmaste större samhälle är Youghal, 8,6 km väster om Ardmore. 